# Kloster Wittenburg

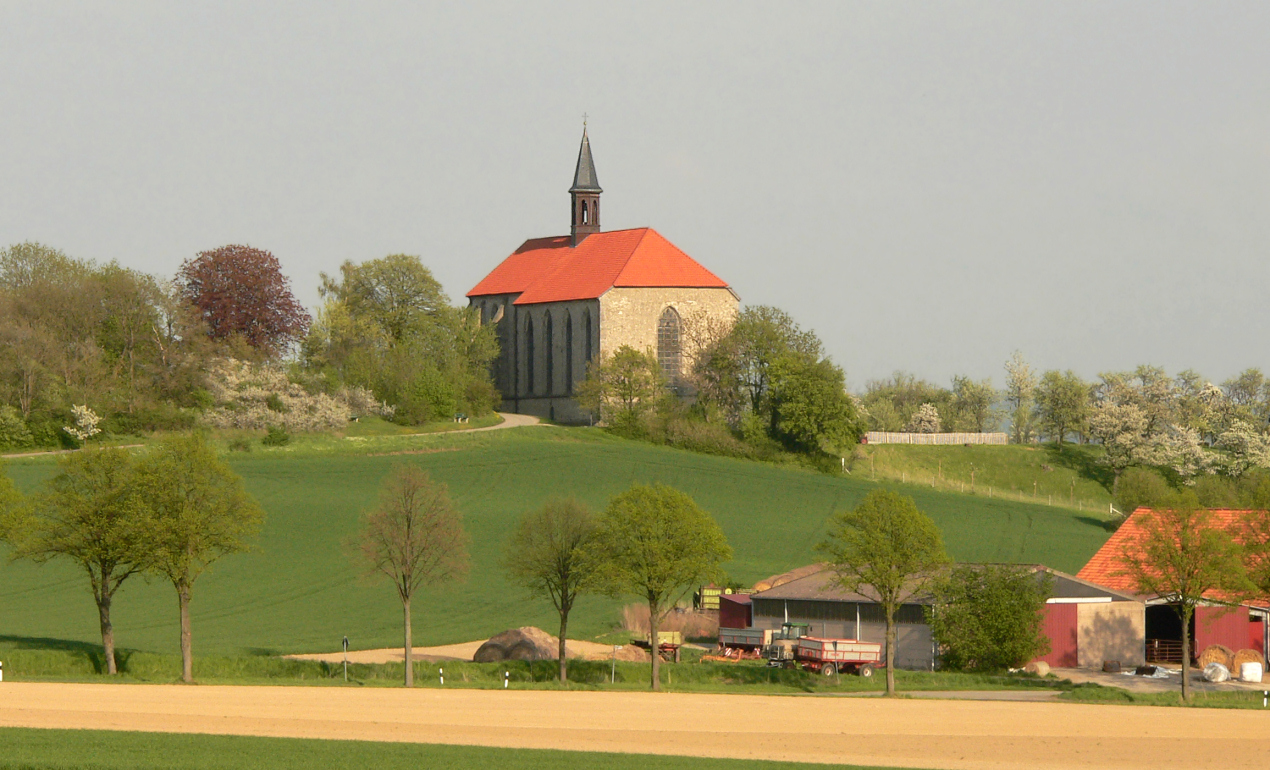
Klosterkirche des früheren Klosters Wittenburg auf dem Klosterberg (2013)

Das Kloster Wittenburg war ein 1328 gegründetes Kloster der Augustiner-Chorherren in Wittenburg. Es steht auf dem Klosterberg als südlicher Spitze des Höhenzuges Finie im Landkreis Hildesheim in Niedersachsen. Nach dem Niedergang des Klosters im 16. Jahrhundert wurde es zum Sitz des Calenbergischen Amtes Wittenburg, später zur Domäne. Vorläuferbau des Klosters war die im Mittelalter an strategisch günstiger Stelle erbaute Burg Wittenburg, die namensgebend war. An Baulichkeiten erhalten geblieben sind die mächtige, gotische Klosterkirche von 1497, die Ruine eines gotischen Wirtschaftsgebäudes und Teile der Klostermauer. Das Bauensemble steht unter Denkmalschutz.

## Lage
Der Klosterberg ist der Standort der einstigen Wittenburg, des Klosters Wittenburg und des späteren Amtes, sowie der Domäne Wittenburg und der heutigen Klosterkirche. Der Berg ist ein terrassenförmig abgeflachter Ausläufer der Finie. Diese ist eine kleine Hügelkette nordwestlich von Elze und östlich vom Osterwald, die mit Hainbuchen-, Hasel- und Dornengebüsch bewachsen ist.
Der Name Finie oder Vinie könnte sich aus dem Lateinischen für finis, Grenze; oder auch vinea als römischen Weinberg herleiten lassen. Die im Mittelalter entstandene Burg Wittenburg hatte eine strategisch günstige Lage, weil eine nord-südlich verlaufende Wegeverbindung (die heutige B 3) und der west-östlich verlaufende Hellweg (die heutige B 1) kontrolliert werden konnten. Der Straßenkreuzungspunkt, der schon im Mittelalter bedeutsam war, liegt fünf Kilometer südöstlich der Burg.

## Baubeschreibung

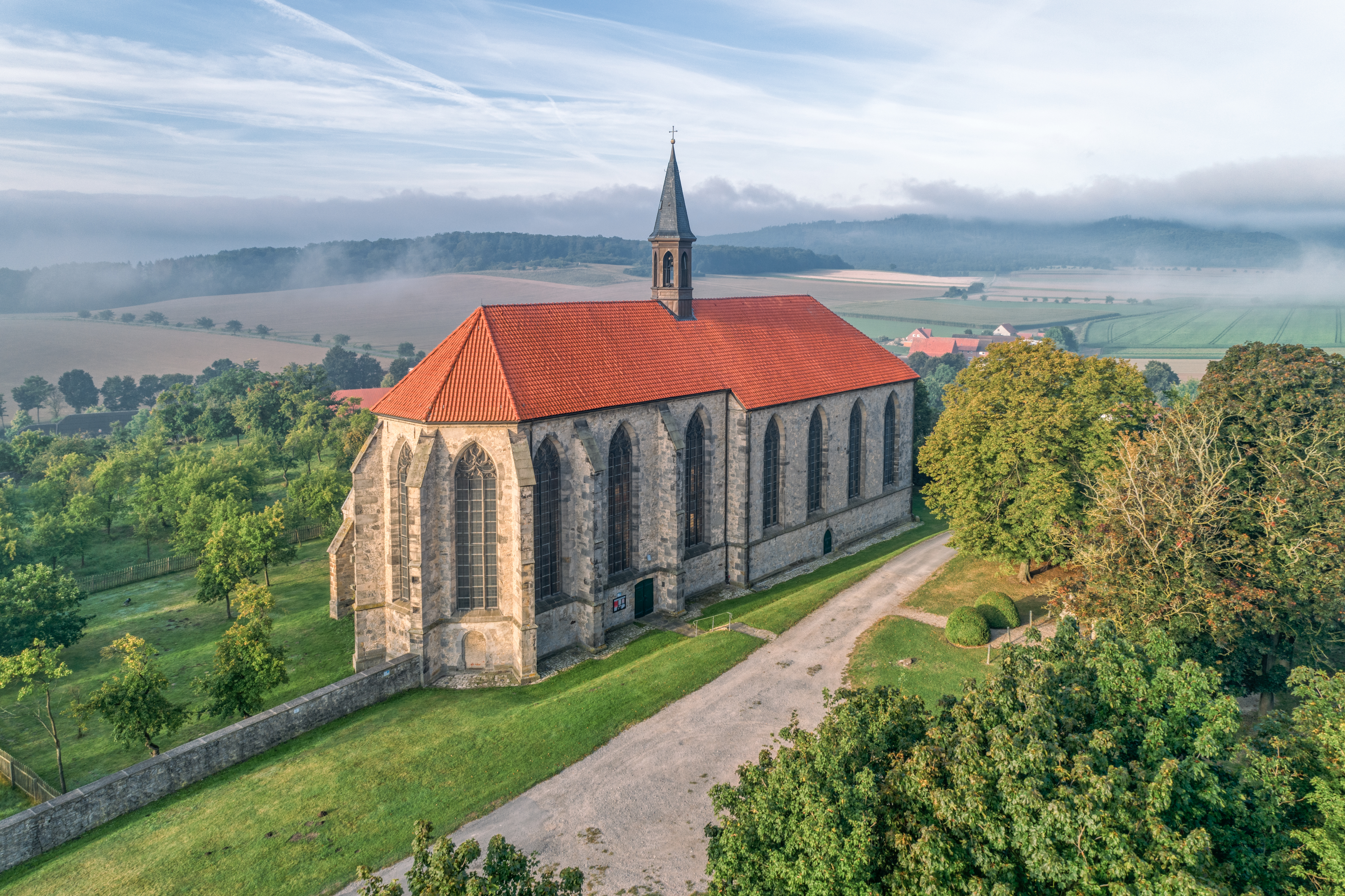
Luftaufnahme der Klosterkirche Wittenburg (2021)

Die frühere Klosterkirche ist ein langgestreckter einschiffiger Bau der Spätgotik aus verputzten Bruchsteinen, der in den Jahren 1497 bis 1498 entstand. Der durch einen Lettner etwa mittig geteilte Kirchenbau hat eine Länge von 44 Meter. In der Osthälfte befindet sich der Chor mit dem teilweise aus dem 15. Jahrhundert stammenden Chorgestühl. Diese Hälfte war ursprünglich den Mönchen vorbehalten. Nachdem das Kloster nicht mehr bestanden hatte, wurde dieser Bereich ab 1590 als Kirche der örtlichen Gemeinde genutzt. Der baulich etwas ältere Ostbau unterscheidet sich in der Bauweise von der Westhälfte durch außenstehende Strebepfeiler, die im Westbau innen stehen. Der Westbau der Kirche war für die Laienbrüder, die im Kloster arbeiteten, bestimmt. Der westliche Bauteil diente ab 1590 lange als Scheune und Lagerraum. Seit 2003 steht er leer und wird seither für kulturelle Veranstaltungen, wie Konzerte und Ausstellungen, genutzt.
Der Kirchenbau verfügt über gotische Spitzbogenfenster, jedoch nicht an der Südseite. Hier befand sich früher die Klausur als zweigeschossiger Anbau, der anhand von Konsolsteinen und vermauerten Türen noch zu erkennen ist. In diesem Bereich wird ein früher vorhandener Kreuzgang vermutet, der durch eine inzwischen vermauerte Zugangstür vom Kirchenschiff aus erreichbar gewesen sein soll. Anstatt eines Kirchturms verfügt die Kirche über einen sechseckigen Dachreiter, in dem die Glocke hängt.
Ähnliche Bautypen mit einer Zweiteilung der Klosterkirche gibt es auch bei den Klöstern Frenswegen, Dalheim und Niederwerth.

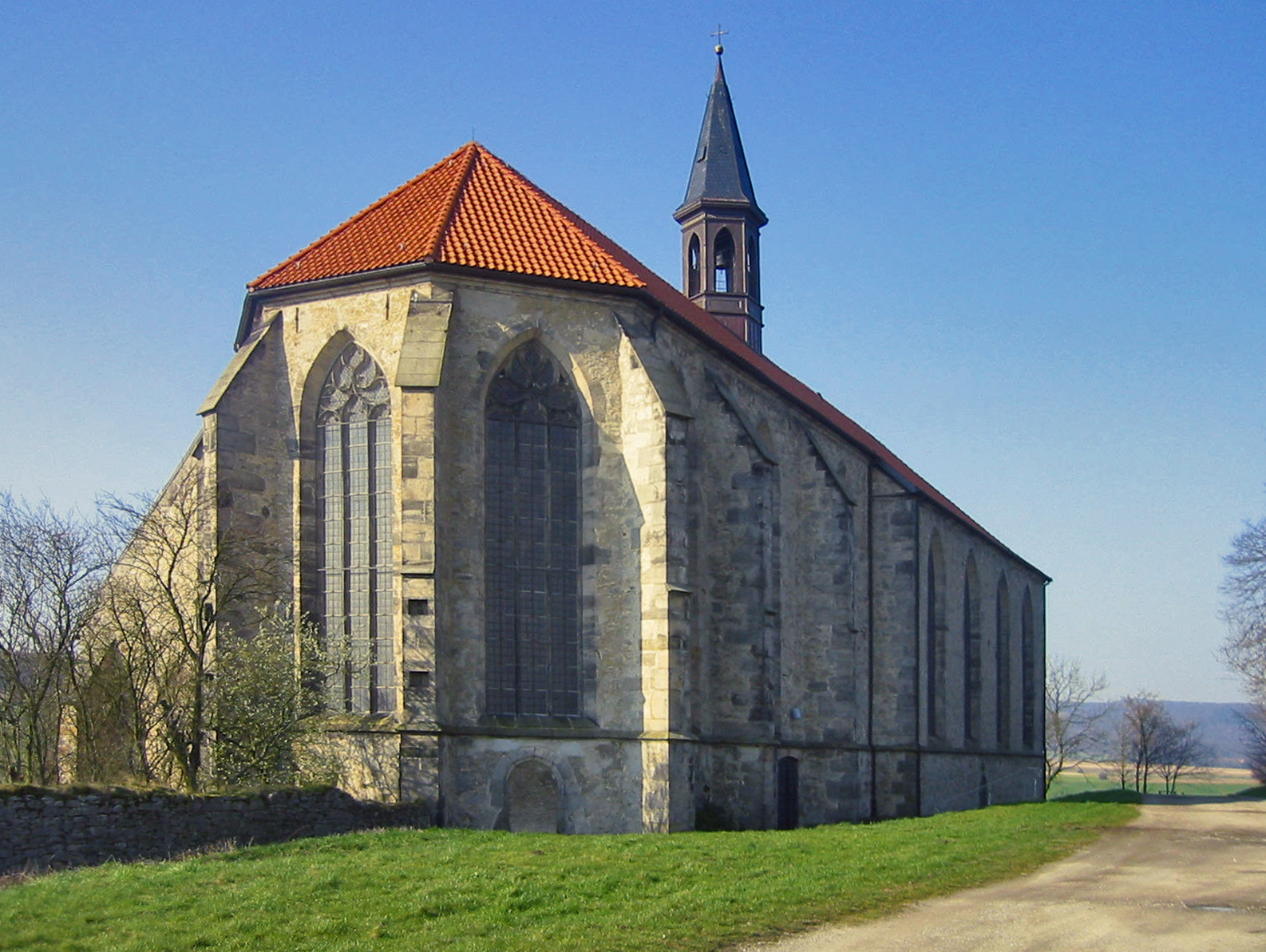
Klosterkirche Wittenburg von Osten (2007)
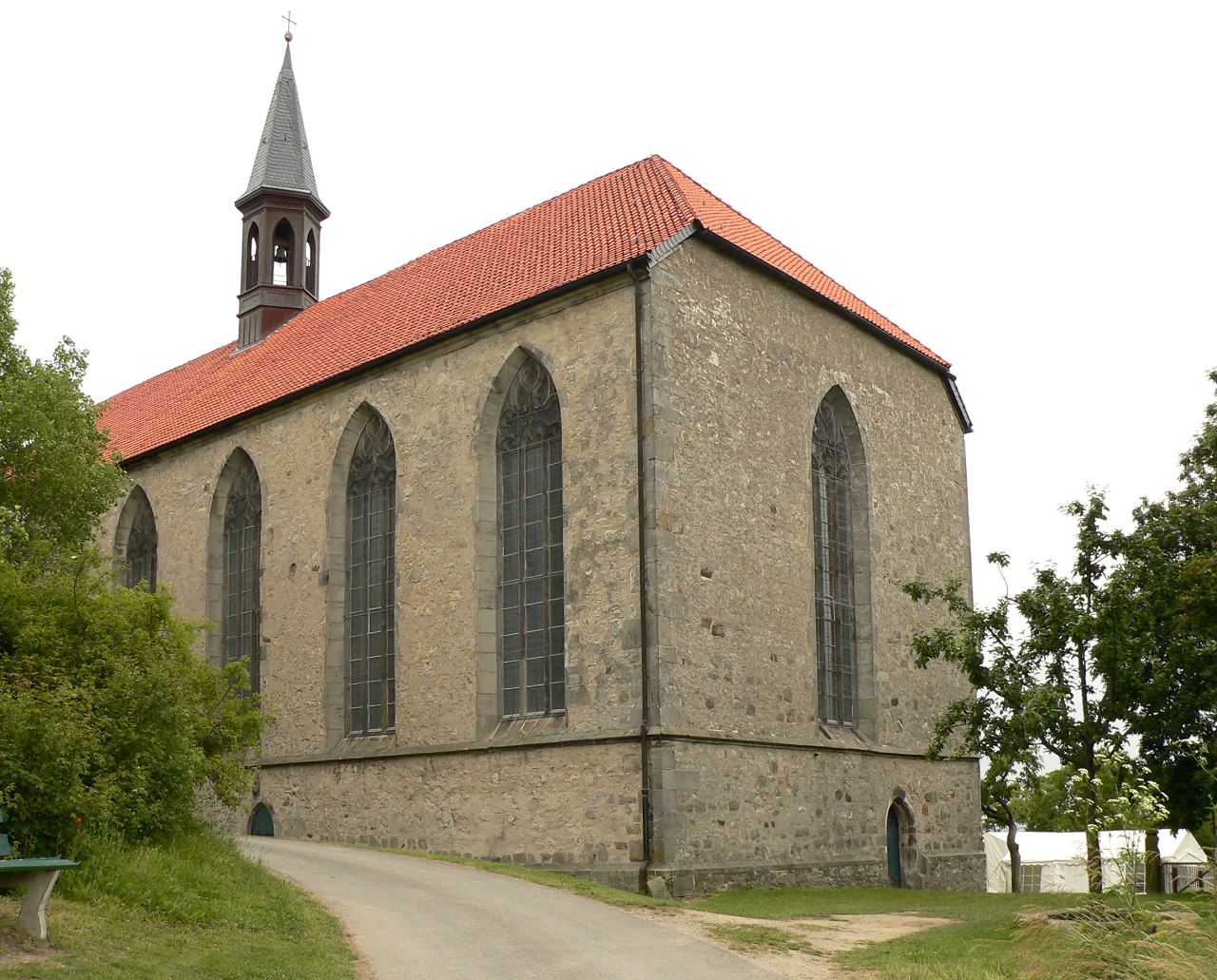
Westbau mit Eingangstüren (2013)
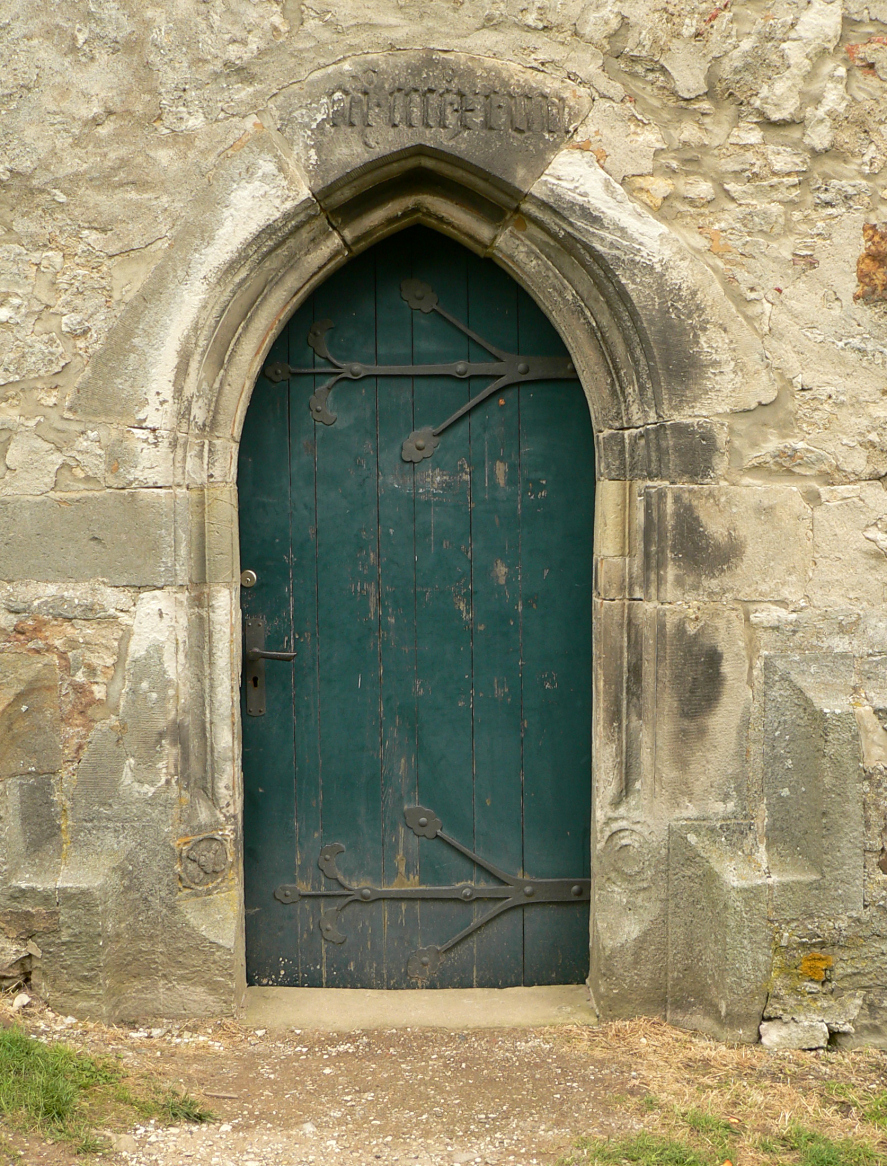
Eingangstür an der Westseite mit der Jahreszahl 1497 (MCCCCXCVII)
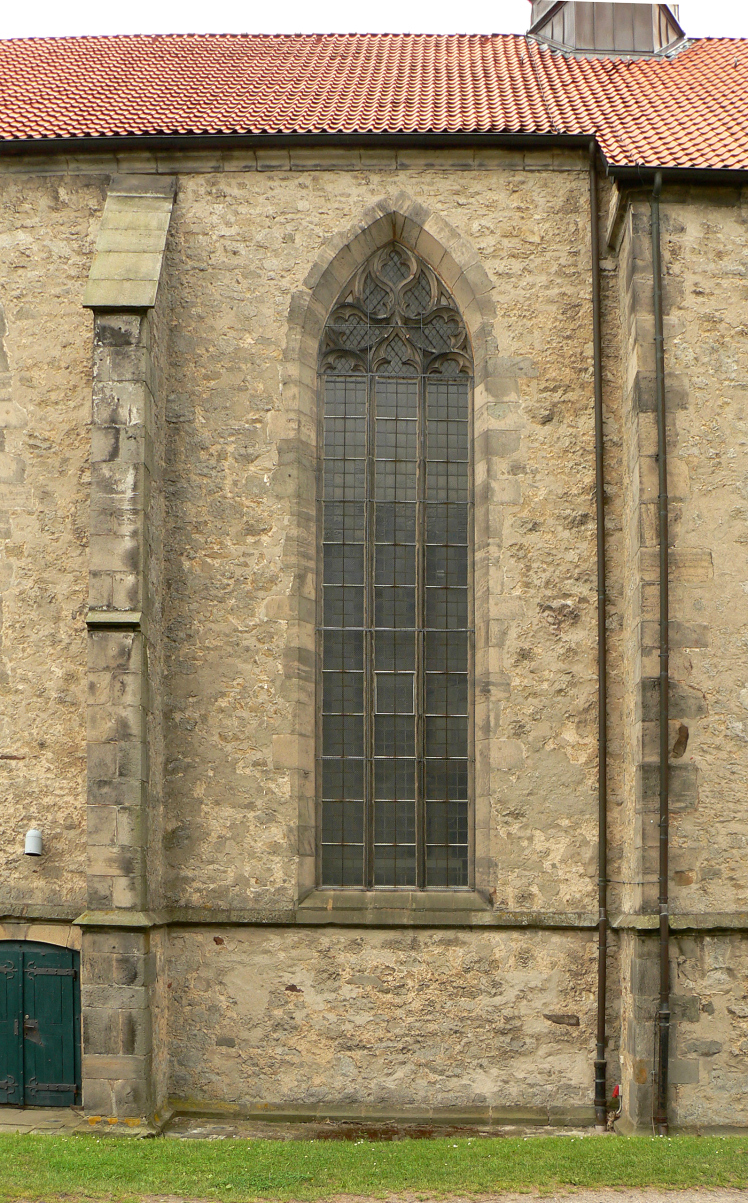
Gotisches Spitzbogenfenster rechts, der Übergang vom Ost- (links) zum Westbau (rechts)
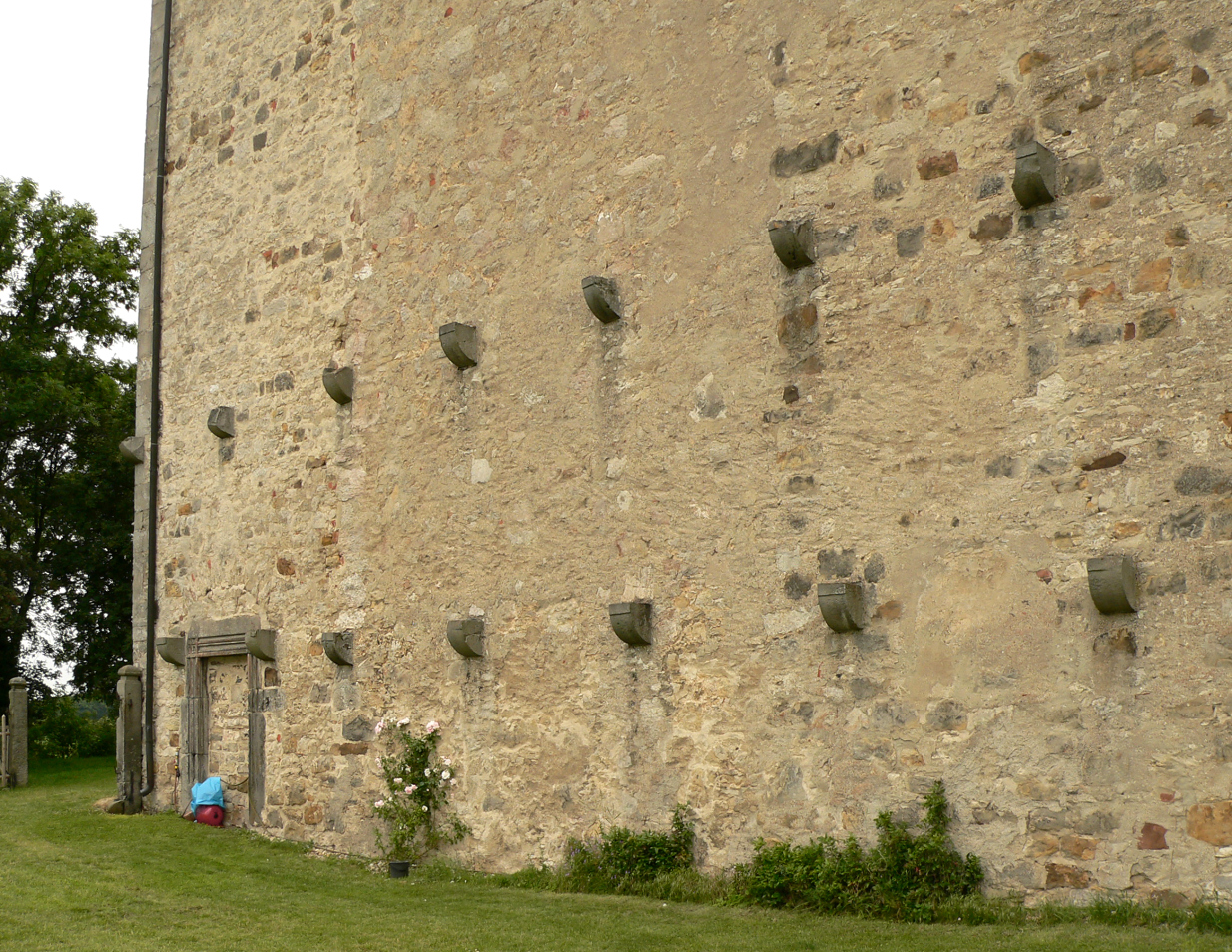
Konsolsteine an der Südseite zeugen von einem früheren zweigeschossigen Anbau
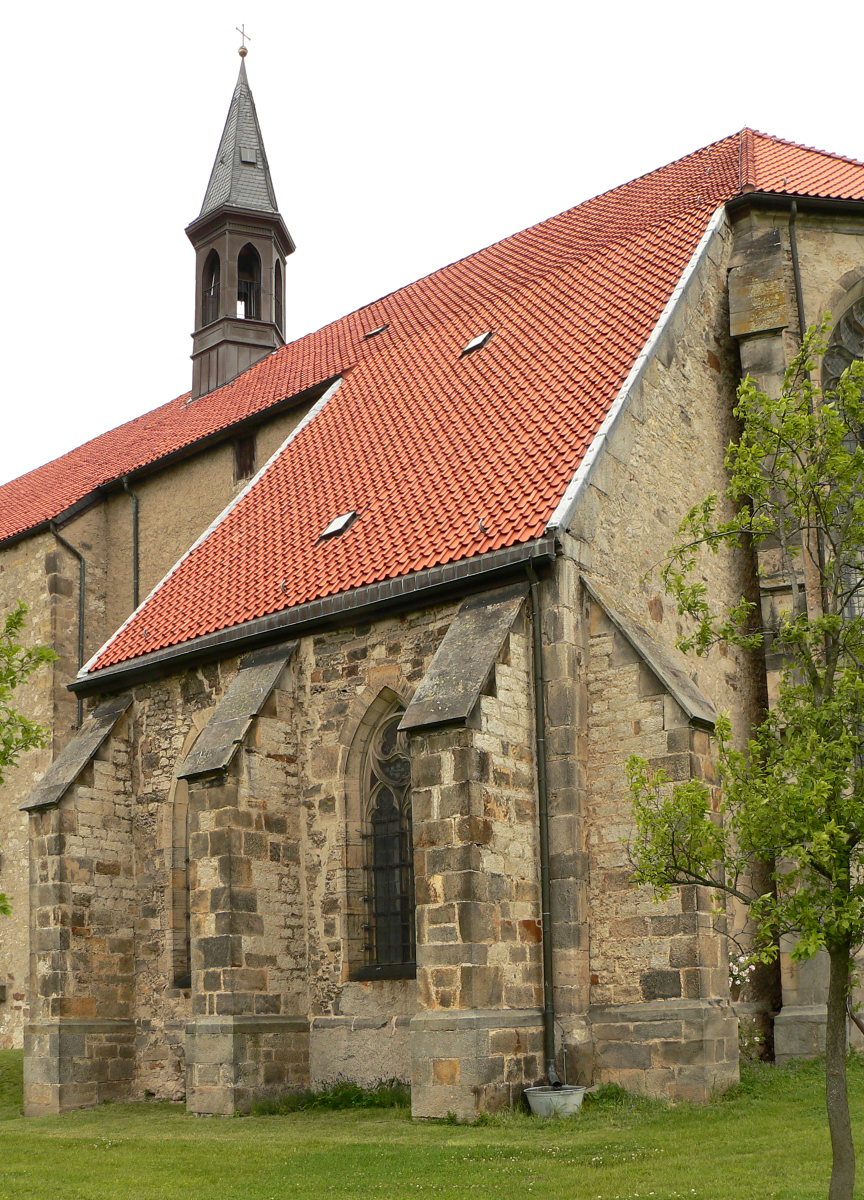
Die Sakristei wurde an den Ostbau angebaut

## Name
Es gibt drei Deutungsmöglichkeiten zur Namensgebung der Wittenburg.
Die erste bezieht sich auf das Baumaterial und bezeichnet eine weiße Burg, was vom lateinischen album castrum abgeleitet worden sei. Die Burg bestand aus Steinmaterial aus weißem Muschelkalk, der sich im Höhenzug der Finie findet, sodass das Wort Witt für weiß in Verbindung mit der Burg zu Wittenburg entstand.
Die zweite geht auf einen frühen Namen der Billunger zurück: Witegowo. Daraus wurde über Witegeburg und Witteburg die Wittenburg. Für diese These sprechen einige Hinweise auf die Billunger:
- der Namenspatron der Burgkapelle war der heilige Willehad, der erste Bischof von Bremen (787–789), aller Wahrscheinlichkeit nach aus dem süddeutschen Zweig der Billunger.
- diese siedelten während der fränkischen Eroberungskriege in den Jahren von 772 bis 804 an diesem Platz; sie beschlagnahmten den Platz aus dem Besitz der Immedinger und Riedag. Die Bauzeit der Burg wird etwa um das Jahr 805 datiert.
- die Billunger zogen sich jedoch bereits um 1000 zurück, und gaben Ansiedlung und Burg auf.

Eine dritte Ansicht stammt von Georg Wulbrand Bock von Wülfingen. Er bezieht den Namen auf die seiner Ansicht nach ursprüngliche Bezeichnung Wittisburg (Witwenburg), denn die Wittenburg war eine Zeitlang Witwensitz derer von Bock von Wülfingen.

## Geschichte

### Burg

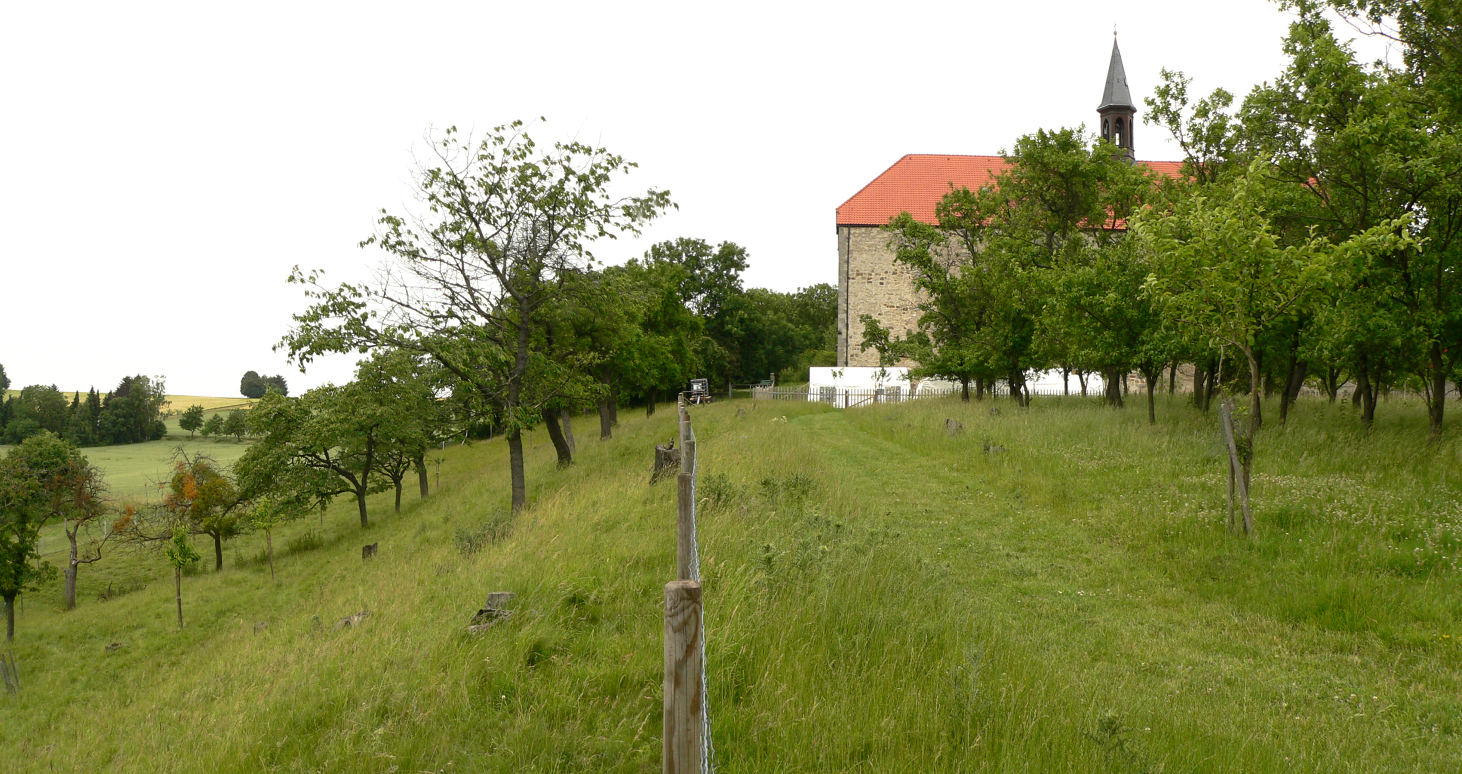
Das planierte Gelände mit steil abfallendem Hang deutet auf den früheren Standort einer Burg hin (2013)

Von der früheren Burg haben sich infolge der verschiedenen späteren Nutzungen des Geländes keine baulichen Überreste erhalten. Ihre Ausmaße lassen sich anhand der planierten Fläche auf dem an den Seiten steil abfallenden Klosterberg erkennen, das dreieckige Burgareal besaß eine maximale Ausdehnung von 135 × 100 m. Auf den Rändern des Bergsporns verläuft noch die alte Klostermauer, sie dürfte den Verlauf der Burgbefestigung übernommen haben. Im Südosten könnte sich, angezeigt durch einen Mauervorsprung, eine alte Torsituation abzeichnen. Außerdem sind kurze Strecken des einstigen Ringabschnittswalls vorhanden. Der Wall ist bis zu 8 m breit und 1 m hoch, der Graben bei identischer Breite 1 m tief.
Die Ursprünge der Burg wohl ins 11. Jahrhundert zurückgehende Wittenburg sind bislang ungeklärt. Sie erscheint nur ein einziges Mal in der historischen Überlieferung, als um 1200 die frühere Schenkung der Burg seitens einer Herzogin Adelheid an das Domstift Hildesheim aufgezeichnet worden ist. Ein Jahr wird für die Schenkung nicht genannt. Adelheid könnte die vor 1162 verstorbenen Tochter des Askaniers Albrecht des Bären, Markgraf von Brandenburg, gewesen sein. Sie könnte aber auch mit der Gemahlin des Billungers Bernhard II., Herzog von Sachsen († 1059), identifiziert werden. Die Askanier traten nach 1106 das Erbe der Billunger an. Damit ist für die Wittenburg billungischer Ursprung anzunehmen. Die Burgkapelle blieb erhalten, ihr Patrozinium St. Willehad könnte auf ein noch höheres Alter der Burg verweisen. Spätestens mit dem Bau der 1251 erstmals urkundlich erwähnten Poppenburg wurde die Wittenburg bedeutungslos.

### Klosterbeginn und Blütezeit

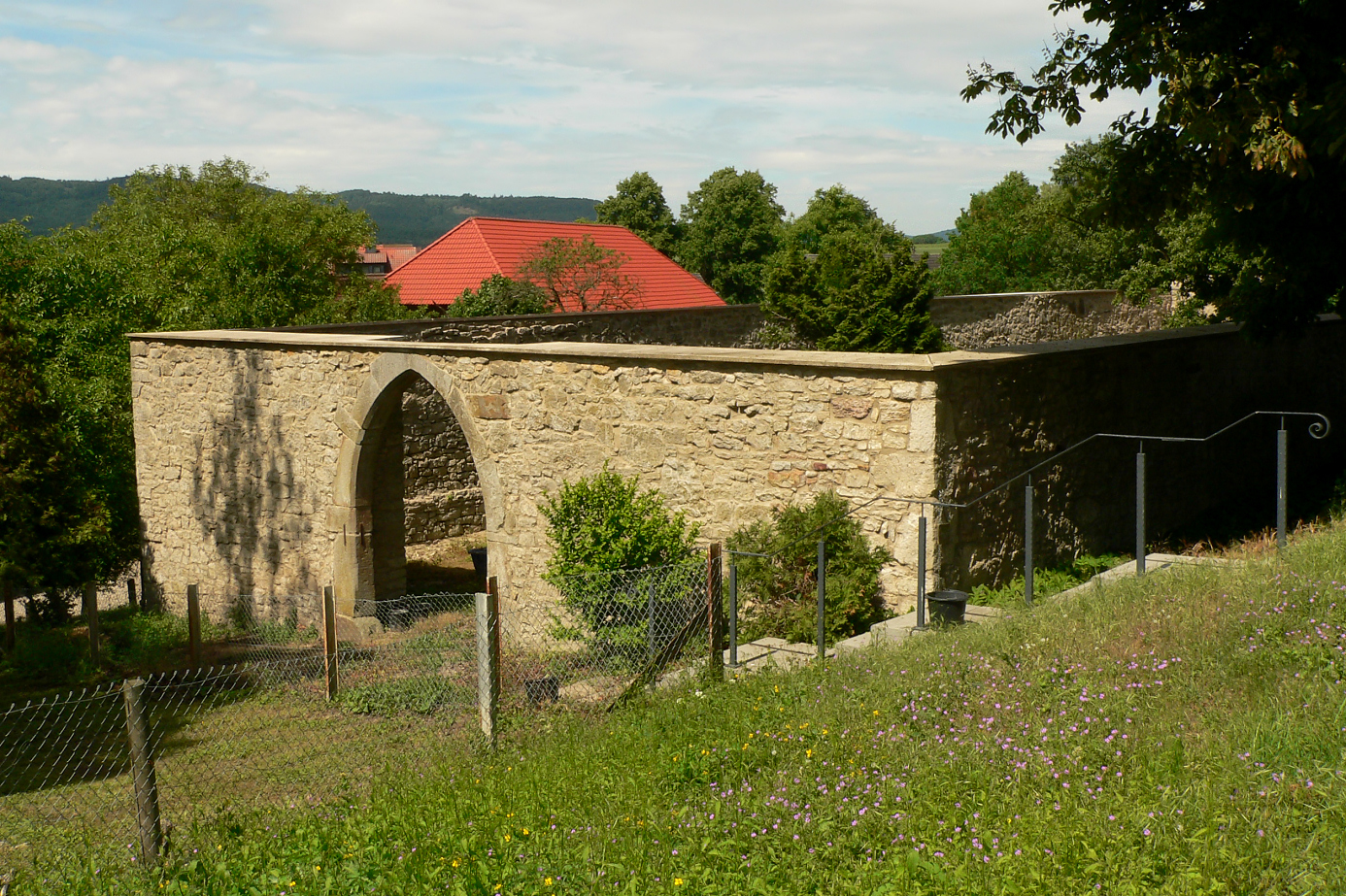
Wirtschaftsgebäude des Klosters mit gotischem Toreingang am Fuße des Klosterberges (2017)

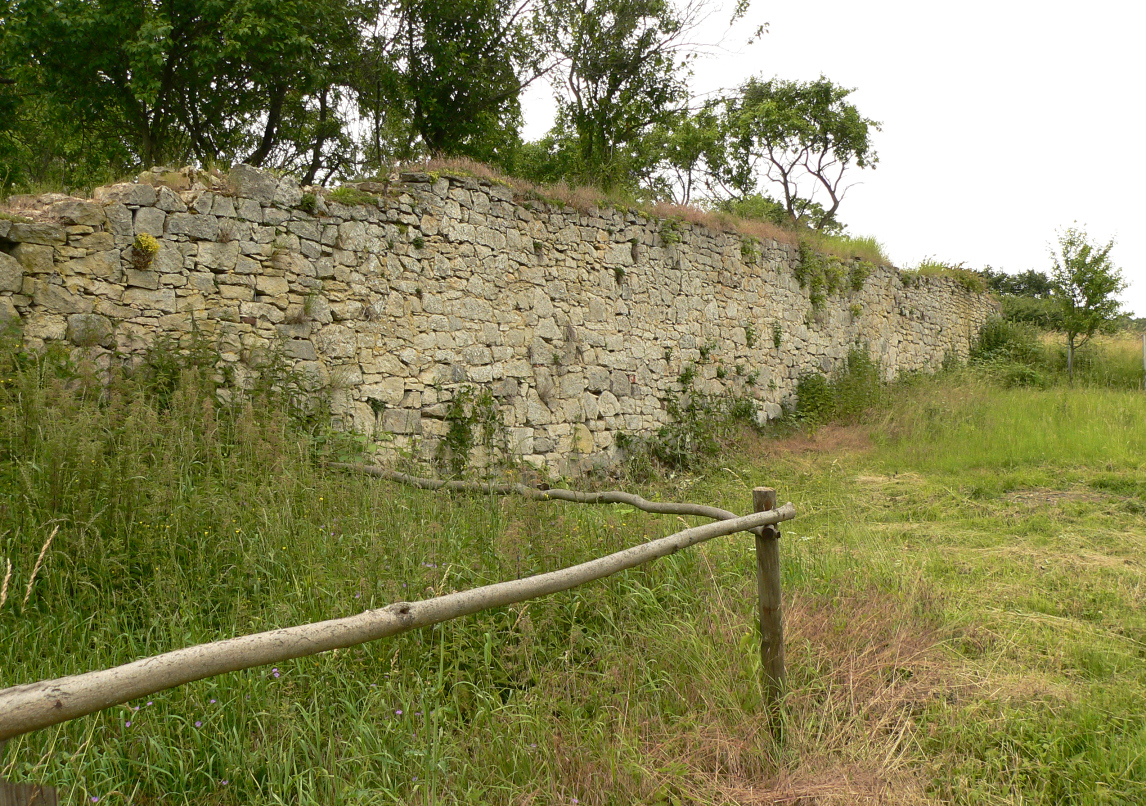
Die teilweise wegen Baufälligkeit abgesperrte Klostermauer (2013)

Im 13. Jahrhundert war die Wittenburg eine verlassene Burgstelle im Besitz des Hildesheimer Domkapitels, in der sich 1297 mehrere Klausner als Einsiedler ansiedelten. Ab 1316 gewährte Heinrich II. als Bischof von Hildesheim dem kleinen Konvent wegen seines guten Rufes besondere Privilegien. Bischof Otto II. von Hildesheim machte die sechs Einsiedler im Jahr 1328 zu Regularkanonikern nach der Augustinusregel; dadurch wurde die Klause zu einem Augustiner-Chorherrenstift.
Das stark landwirtschaftlich geprägte Kloster Wittenburg kam allmählich zu Landbesitz. Vom Kloster Loccum erwarb es 1330 vier Hufen Land in Quickborn, einem wüst gefallenen Dorf bei Elze. Da das Kloster unter Raub und Brand gelitten hatte, schenkte ihm Bischof Gerhard von Hildesheim 1387 den Zehnten von Osede, einer Wüstung bei Elze. 1387 erhöhte sich die Zahl der Kanoniker von sechs auf acht Personen. 1389 und 1415 versprachen die Braunschweiger Herzöge Bernhard I., beziehungsweise Heinrich I. dem Kloster ihren Schutz. Das Kloster erhielt auch von der Familie Bock von Wülfingen verschiedene Stiftungen wegen seiner religiösen Bedeutung. Um 1423 schloss sich das Kloster Wittenburg als 29. Reformkloster der Windesheimer Kongregation an.
Die Blütezeit des Klosters herrschte gegen Ende des 15. Jahrhunderts und fällt zusammen mit dem Bau der heute noch vorhandenen Klosterkirche, die 1497 unter Prior Stephan von Möllenbeck fertiggestellt wurde. Die Jahreszahl 1497 findet sich als MCCCCXCVII eingemeißelt im Schlussstein über der westlichen Kircheneingangstür.

### Reformation und Niedergang

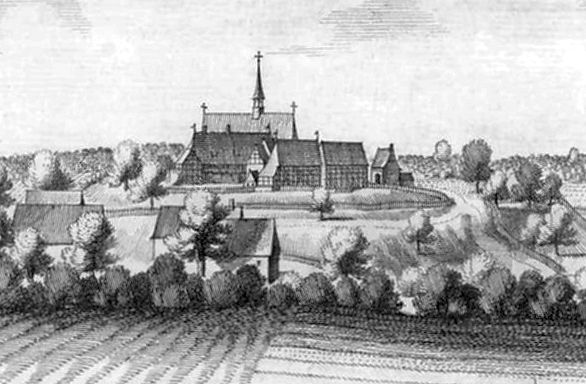
Merian-Stich von Kloster Wittenburg um 1654, zu dieser Zeit: Sitz des Amtes Wittenburg

Die Reformation des Klosters erfolgte im Jahre 1543, wobei die Mönche gemäß den Erwartungen der Braunschweiger Herzogin Elisabeth von Brandenburg den evangelischen Glauben
annahmen. Bereits 1552 deutete sich der wirtschaftliche Niedergang des Klosters an. 1553 bekamen die Mönche einen herzoglichen Amtmann als Wirtschaftsleiter aufgezwungen, der das Kloster bald heruntergewirtschaftet hatte, sodass die Mönche es verließen. 1564 verpfändete Herzog Erich II. das Kloster, in dem nur noch der Prior und ein Mönch lebten an einen Privatmann. Die Kirche wurde in diesem Jahr geschlossen. 1580 säkularisierte Herzog Julius das Kloster und wandelte es in den Sitz des Amtes Wittenburg um, das Teil der Großvogtei Calenberg war. Der um 1654 entstandene Merian-Kupferstich der früheren Klosteranlage zeigt eine Reihe von Wohn- und Wirtschaftsgebäuden sowie die Klosterkirche. Das angebaute zweigeschossige Konventhaus, von dem noch heute Konsolsteine zeugen, ist nicht mehr vorhanden. Merian beschrieb die Anlage als ein fürstlich calenbergisches Amtshaus, das auf einer Anhöhe liegt und daher über eine gute Aussicht verfügt. 1590 wurde im östlichen Bereich der Klosterkirche im Chor eine Gemeindekirche eingerichtet, die sich noch heute dort befindet. 1884 gestaltete Conrad Wilhelm Hase den Chor im Ostteil des Kirchengebäudes im neugotischen Stil um. Der heute leerstehende Westteil der Kirche wurde ab 1590 als Schafstall sowie Scheune genutzt und nach einem Besuch von Kaiser Wilhelm II. 1889 wieder in Stand gesetzt.

### Domäne
Nach der Auflösung des Klosters wurde das Land als Domäne verpachtet. Unter König Georg III. von Hannover entwickelte sich die Wittenburg zu einem Mustergut und seit 1795 war es Sitz der Calenbergischen Landwirtschaftsgesellschaft. Zu dieser Zeit war die Hälfte des Landes bereits aufgesiedelt. Mit der Aufsiedlung des restlichen Landes der Domäne im Jahr 1908 war der Domänenbetrieb endgültig beendet.

### Neuere Geschichte

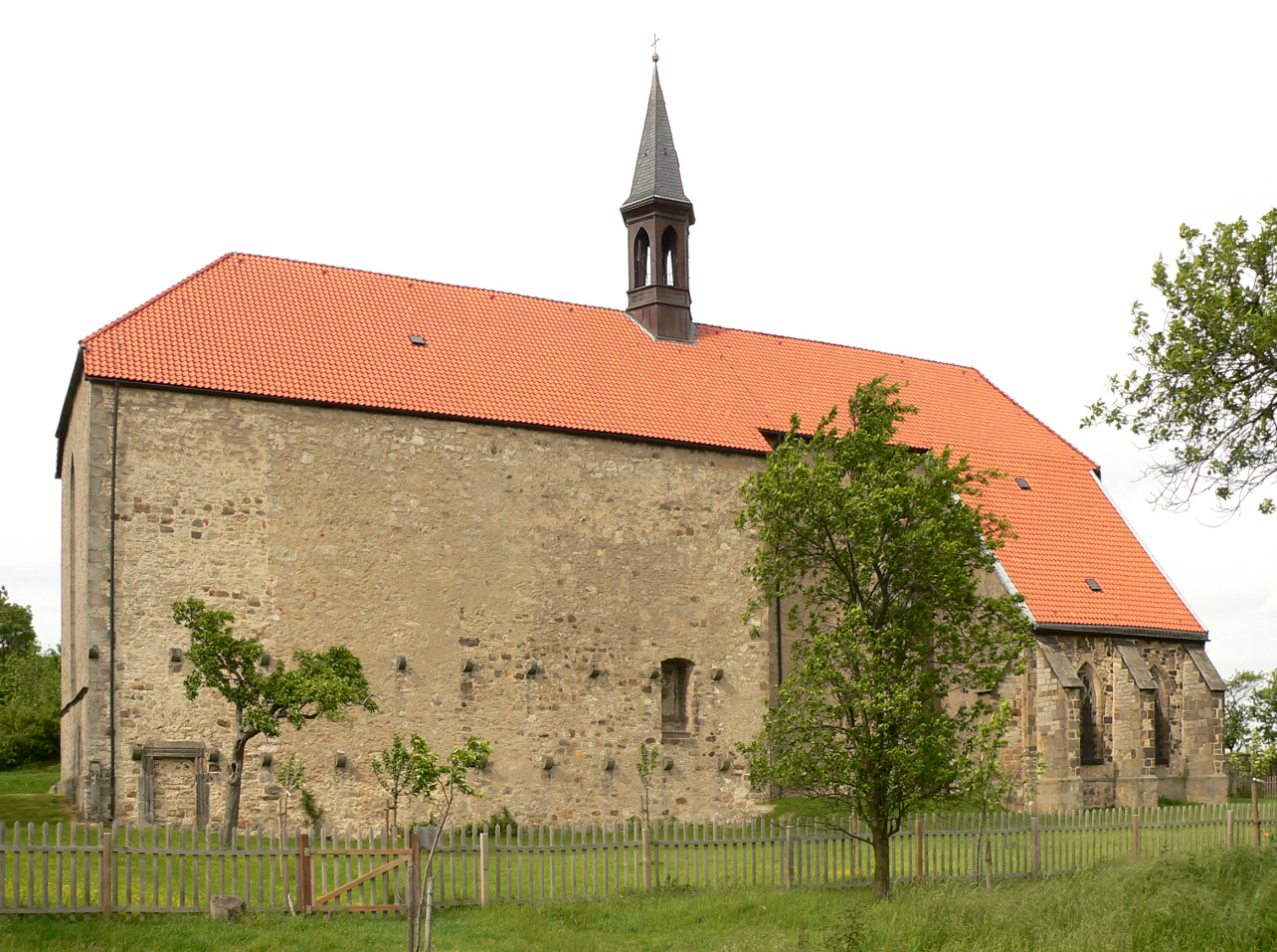
Die fensterlose Südseite der Klosterkirche mit Sakristei rechts (2013)

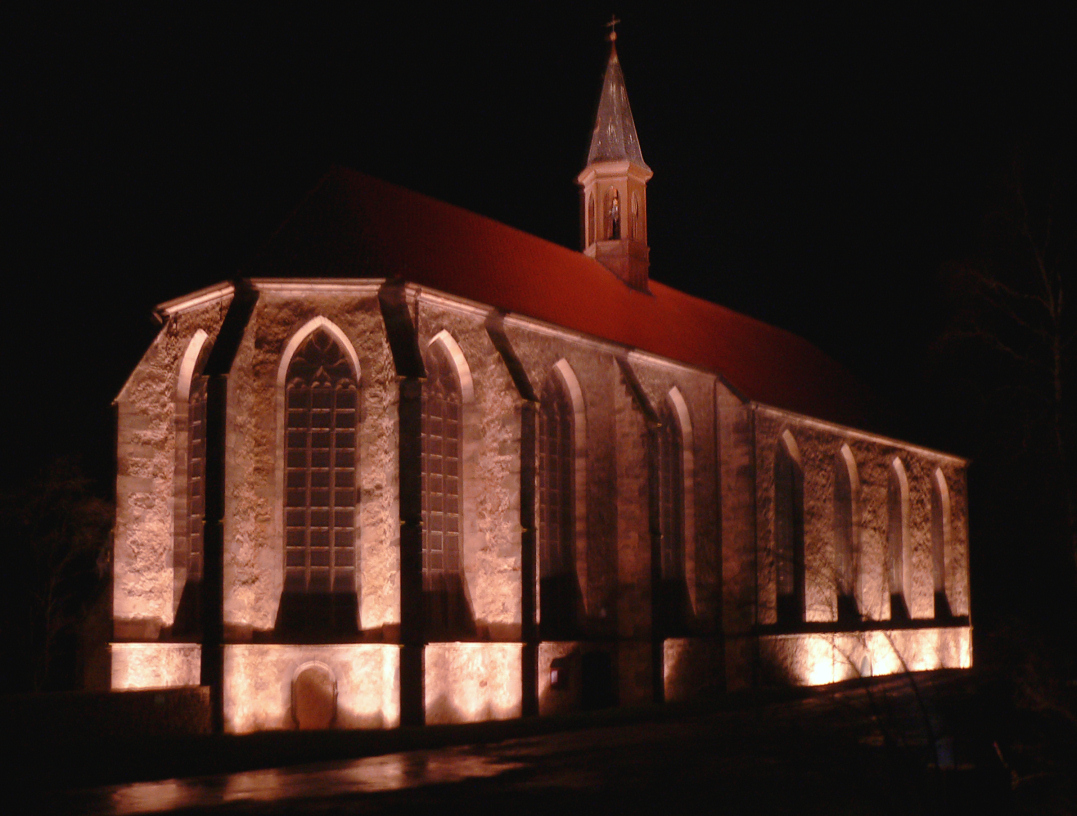
Nachts angeleuchtete Klosterkirche (2013)

Durch den Loccumer Vertrag kam es 1955 zur Rückübertragung der Wittenburger Klosterkirche an die örtliche Kirchengemeinde. Im Anschluss wurde der Ostteil des Gebäudes nur an besonderen Festtagen genutzt, während die sonntäglichen Gottesdienste in der angebauten Sakristei stattfanden; heute finden sie wieder im Chor des Ostteils statt. Der Westteil der Kirche diente der Evangelischen Landeskirche bis 2003 als Lagerraum für Kircheninventar und wurde danach freigeräumt.
Im Jahre 2000 gründete sich der Verein Freunde der Wittenburger Kirche, dessen Vereinsziel der Erhalt der Kirche ist. Seither entwickelte sich die Klosterkirche zum geistlichen und kulturellen Mittelpunkt der Region. Im leerstehenden Westteil, der den Charakter einer hohen gotischen Halle zeigt, finden regelmäßig Veranstaltungen wie Musikkonzerte, Theatervorstellungen, Lesungen sowie Kunstausstellungen statt.
2010 wurde eine Innen- und Außenbeleuchtung installiert, die in Zusammenarbeit mit der Hochschule für angewandte Wissenschaft und Kunst (HAWK) entstand.
2011 erwarb der Verein den südlich der Kirche liegenden Klostergarten, auf dem ursprünglich die Burg und danach Kloster- sowie Amts- und Domänengebäude standen. Das schon stark überwucherte Gelände wurde freigelegt und ist heute als Wiese öffentlich zugänglich. Darauf entstand eine für den Naturschutz bedeutsame Streuobstwiese. Im Jahre 2012 erwarb eine Stiftung das gesamte Gelände des Klosterberges und überließ es dem Verein Freunde der Wittenburger Kirche, der es von Schafen beweiden lässt. Vom Klostergarten aus gibt es einen weiten Blick nach Süden ins Tal der Leine und nach Osten ins Hildesheimer Land. Das Gelände ist zum Teil noch von der Klostermauer umgeben, die sich in einem baufälligen Zustand befindet. Eine Restaurierung ist im Jahre 2013 vorgesehen.